# ドルトムント市電N8C形電車
ドルトムント市電N8C形電車（ドルトムントしでんエヌはちシーがたでんしゃ）は、かつてドイツの路面電車であるドルトムント市電（ドルトムント）で使用されていた路面電車車両。路面電車のシュタットバーン化計画の一環として導入が行われ、1979年から2010年まで使用された。その後は大半の車両がポーランドのグダニスク市電（グダニスク）へ譲渡されている。

## 概要
ドイツの都市・ドルトムント市内を走る路面電車のドルトムント市電では、1959年の登場以来両運転台の3車体連接車であるGT8形の増備が進み、長年にわたり主力車両として使用されていた。一方、ドルトムントでは1970年代以降、市内中心部を地下トンネルで経由する、路面電車を高規格化したシュタットバーンの計画が進み、それに関連してトンネル区間の走行に適合した車両が求められるようになった。GT8形を改造するという手段もあったものの、デッドマン装置の搭載、前照灯の増設といった各種工事が必要となる事に加え、戦前製の2軸車を改造した連接車のGT4形を含め既存の車両の一部の老朽化が進んでいた事から、路面電車を運営していたドルトムント運輸事業（Dortmunder Stadtwerke）は新型電車を導入する事を決定した。これがN8C形である。
N8C形は、当時西ドイツ各地で導入が進んでいたシュタットバーン向けとして開発された車両の1つで、標準軌（軌間1,435 mm）に適した両運転台式の3車体連接車であり、制御方式として電機子チョッパ制御方式が用いられていた。ただしGT8形を始めとする従来の車両と異なり、曲線走行時に車端が線路から大きくはみ出る車体構造となっていたため、導入当初走行が禁止されていた区間が幾つか存在した。

## 運用
最初の車両となる101がドルトムントに到着したのは1978年10月で、試運転を経て1979年1月8日に当時の5号線で営業運転を開始した。その後、101を含めた1次車20両（101 - 120）の導入が完了した事でGT4形が営業運転から撤退し、同時にドルトムント市電から車掌業務が廃止された。
続けて1980年には2次車となる23両（121 - 143）が納入された。これらの車両は尾灯（ブレーキランプ）の配置や大きさ、車内の装飾や連接部分の通路の形状など1次車から一部の設計変更が行われた。更にシュタットバーンの開通に向けて1982年にも3次車・11両（144 - 154）の増備が実施されたが、これらの車両は1次車・2次車と異なりパンタグラフが従来の2基から1基に減らされた。これはポイントの操作が従来の架線にパンタグラフが接触する事で通過を検知するトロリーコンタクターから線路上の信号受信器による操作に切り替えられたためであり、後年にGT8を含む既存の車両も同様にパンタグラフの撤去が行われた。これらの車両の導入に伴い、初期車を中心としたGT8形の置き換えが実施された。
その後、1983年5月27日にドルトムント市電改め「ドルトムント・シュタットバーン」における初の地下区間が開通し、N8C形もその区間を経由する系統に投入された。以降、地下区間の延伸に合わせてN8C形の走行区間も拡大したが、1987年以降、本格的なシュタットバーン向け車両のB形（B80C形→B6形）の導入の実施や地下区間のプラットホームの高床化に伴い運用から撤退する系統も現れた。ただし完全に撤退する事は無く、車幅2,650 mmのB形に適さない系統については引き続きU8C形が使用された。
その中で、1988年5月30日にはウェスターフィールド（Westerfilde） - ボーデルシュヴィンガー通り（Bodelschwingher Straße）間でN8Cを用いた列車同士の衝突事故が発生し、多数の負傷者が確認される事態となった。衝突した車両も大きな損傷を受け、トップナンバーの101が解体された一方、142については前後車体を用い1996年に2車体連接式の事業用車両（902）への改造が実施された。
この事故廃車分を除いた52両についてはGT8形が引退して以降も引き続き使用されたが、2007年以降超低床電車のフレキシティ・クラシックが導入された事や走行可能な区間の縮小が進んだ事で廃車が行われ、2010年までに営業運転から撤退した。

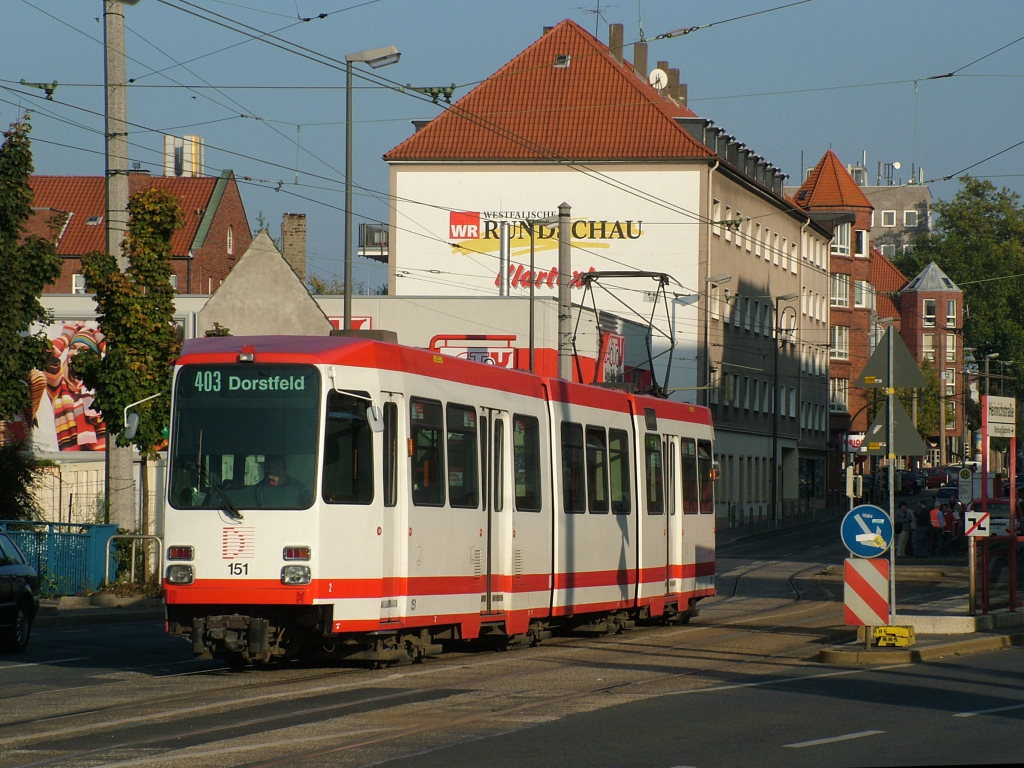
新塗装（2005年撮影）
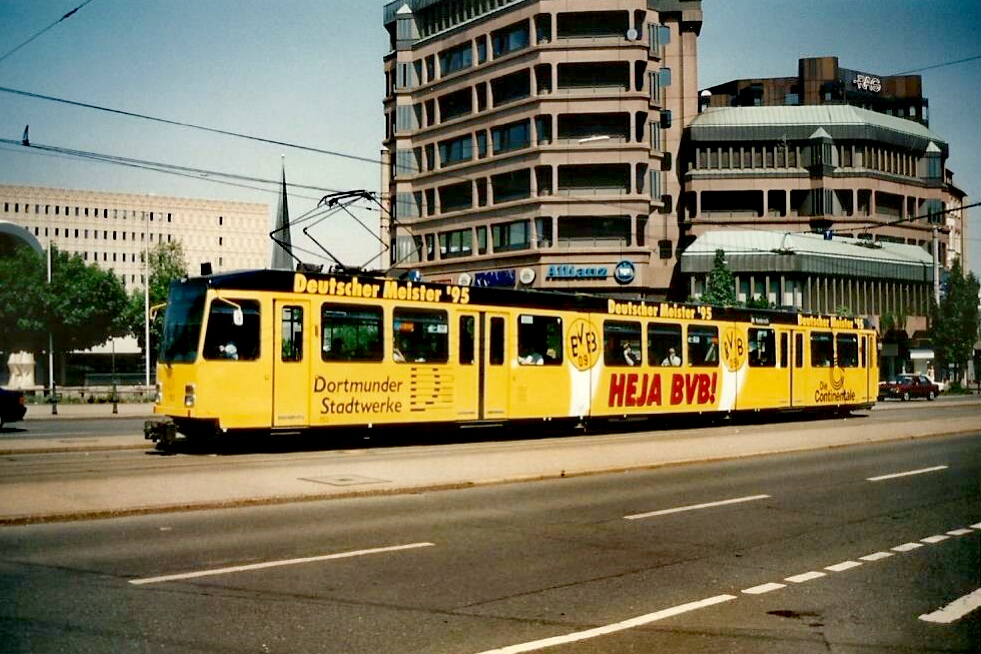
広告塗装（1995年撮影）
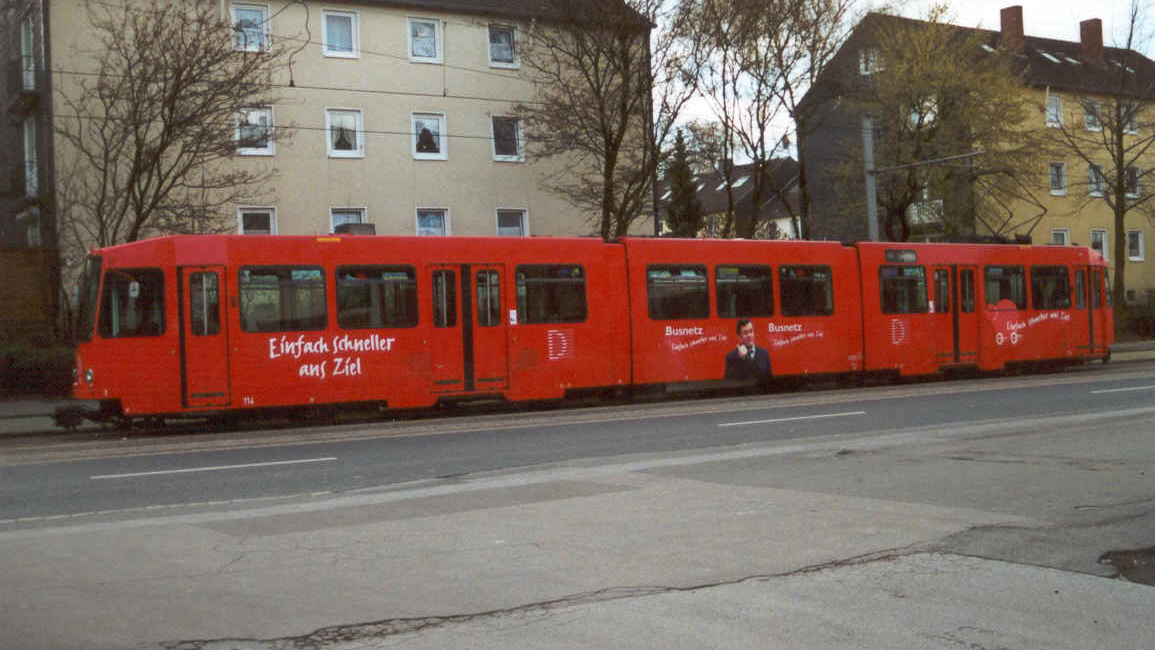
広告塗装（1999年撮影）

## 譲渡

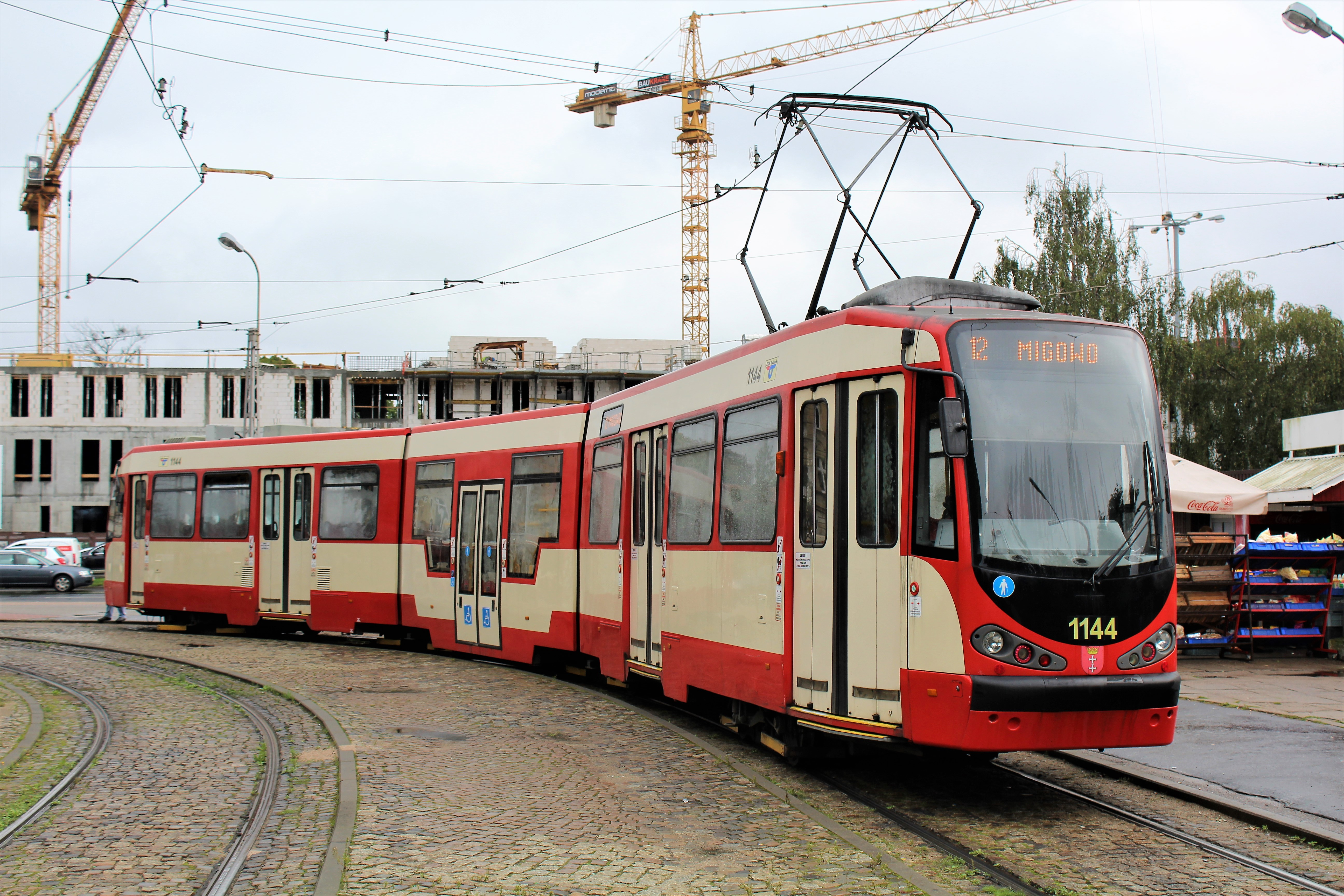
更新後のN8C（MF 01）（2016年撮影）

ドルトムント・シュタットバーンから引退したN8C形のうち46両については、ポーランド・グダニスクの路面電車であるグダニスク市電への譲渡が実施された。2007年から使用が開始されたが、その後、中間車体のバリアフリーに適した低床車体への交換およびそれに伴う乗降扉の増設、前面形状の変更および空調装置の設置といった大規模な更新がモダトランスによって実施されており、工事を終えた車両は2009年から2012年にかけて順次営業運転に投入されている。更に2018年からは照明のLEDライト化、主電動機の交換、車内のUSB充電用ポートの設置などの再度の更新工事が進められている。

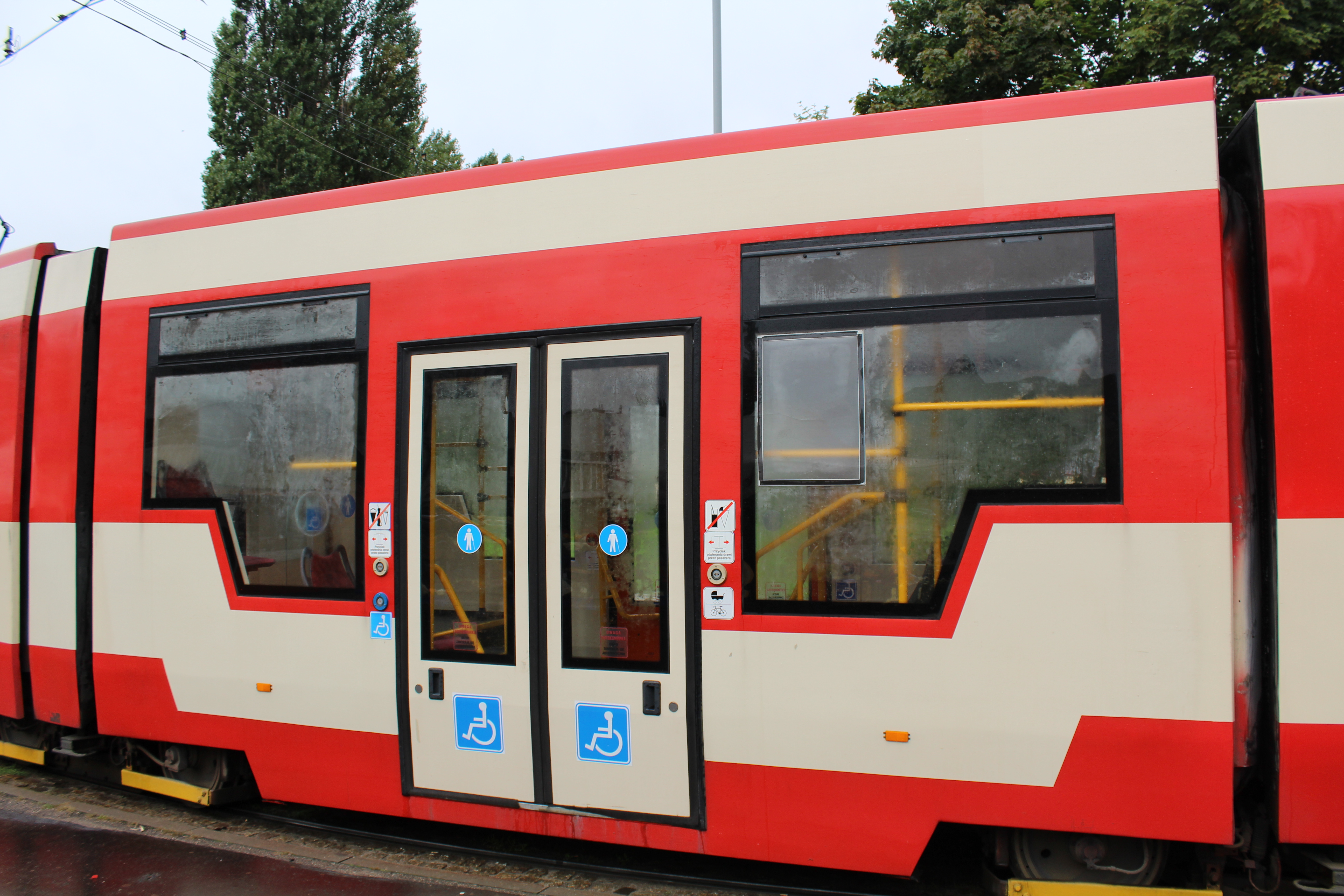
新造された低床車体（2016年撮影）
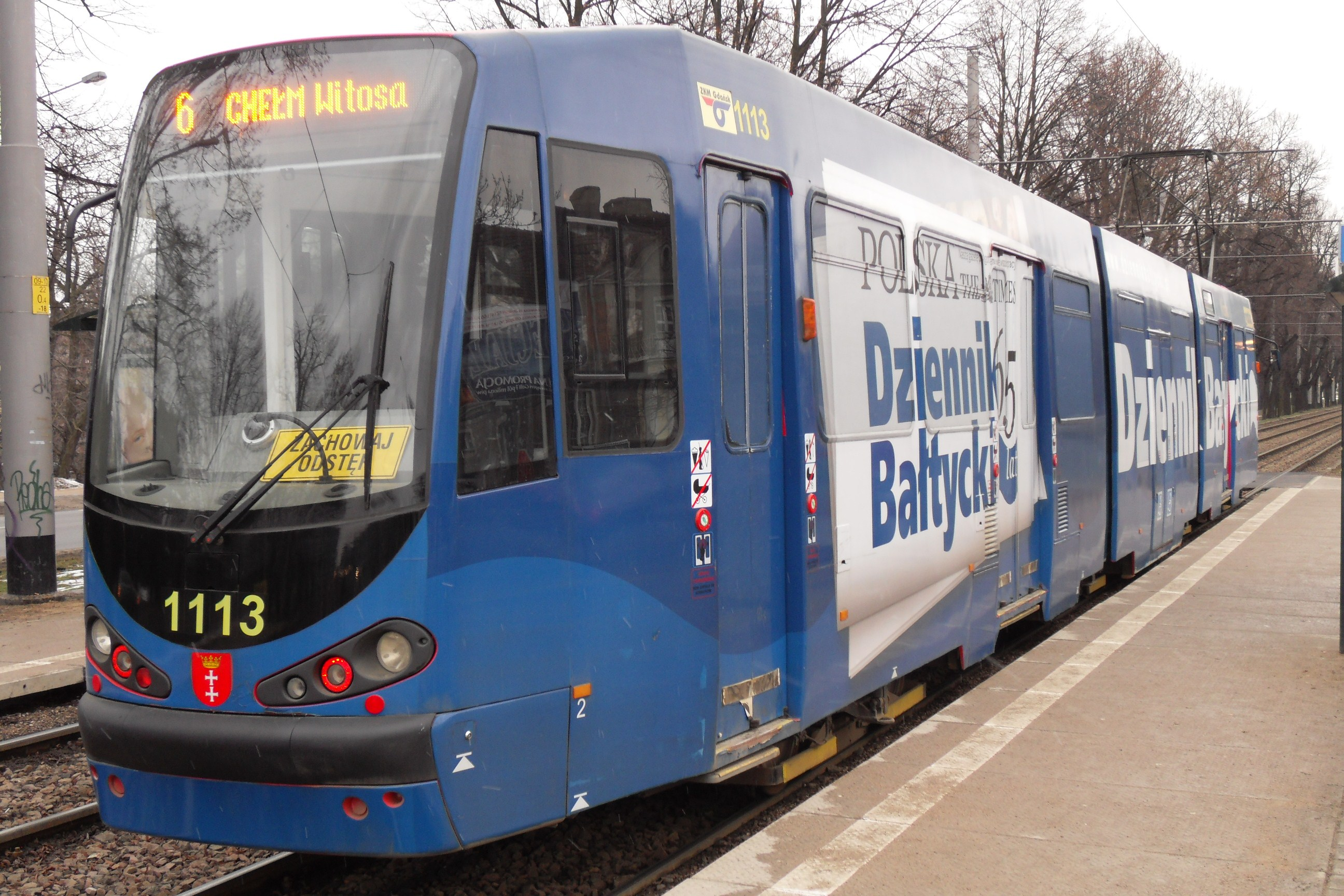
広告塗装（2011年撮影）
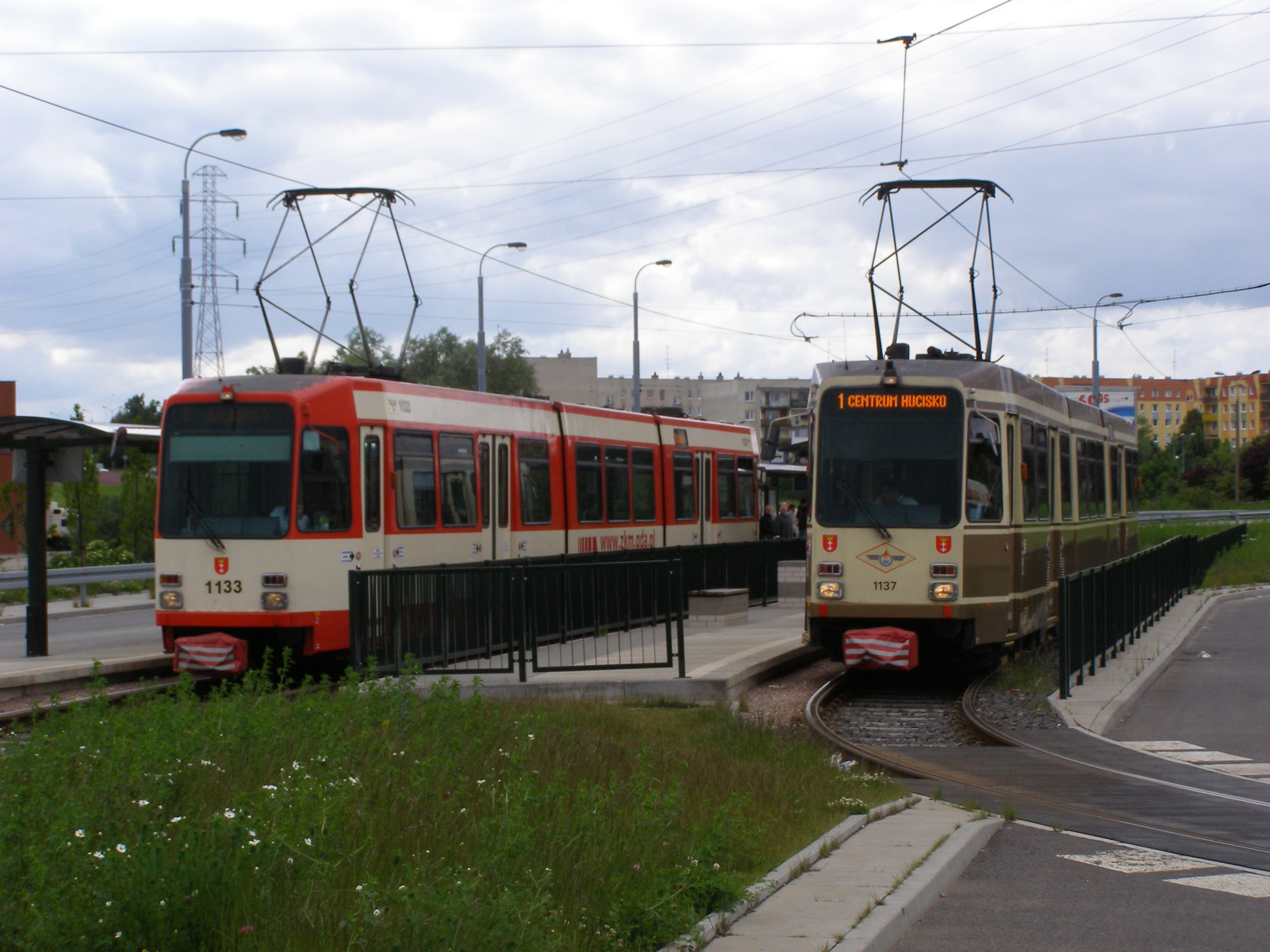
グダニスク市電へ譲渡後、更新前のN8C（2009年撮影）

## 関連項目

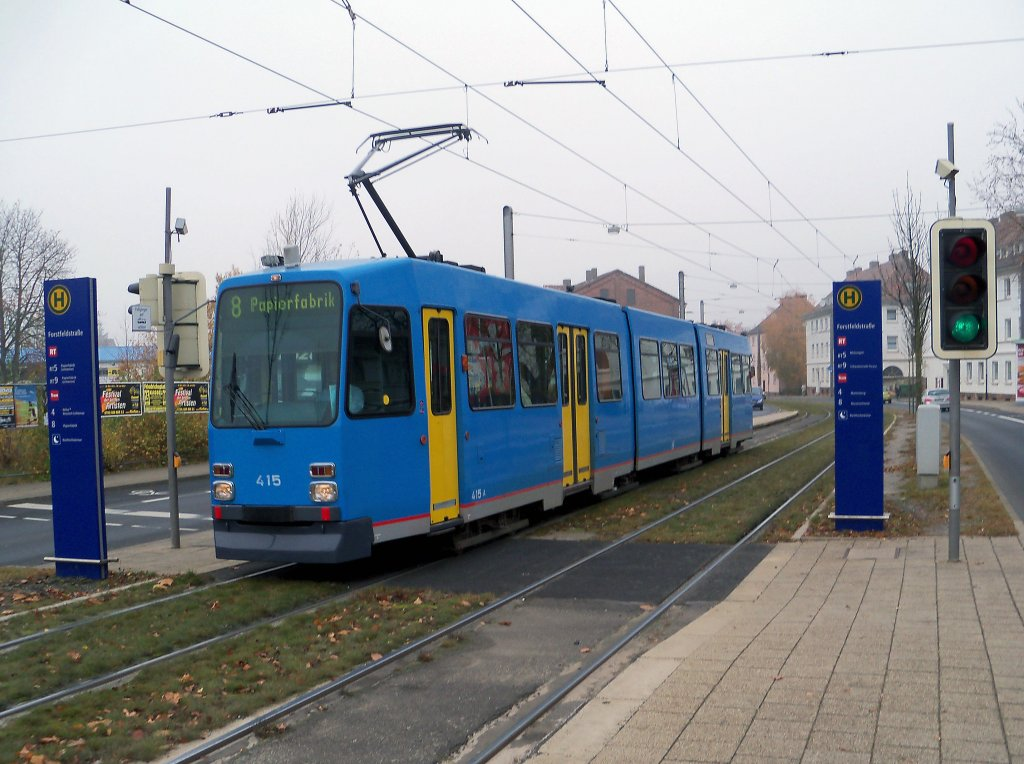
カッセル市電N8C形電車（2012年撮影）

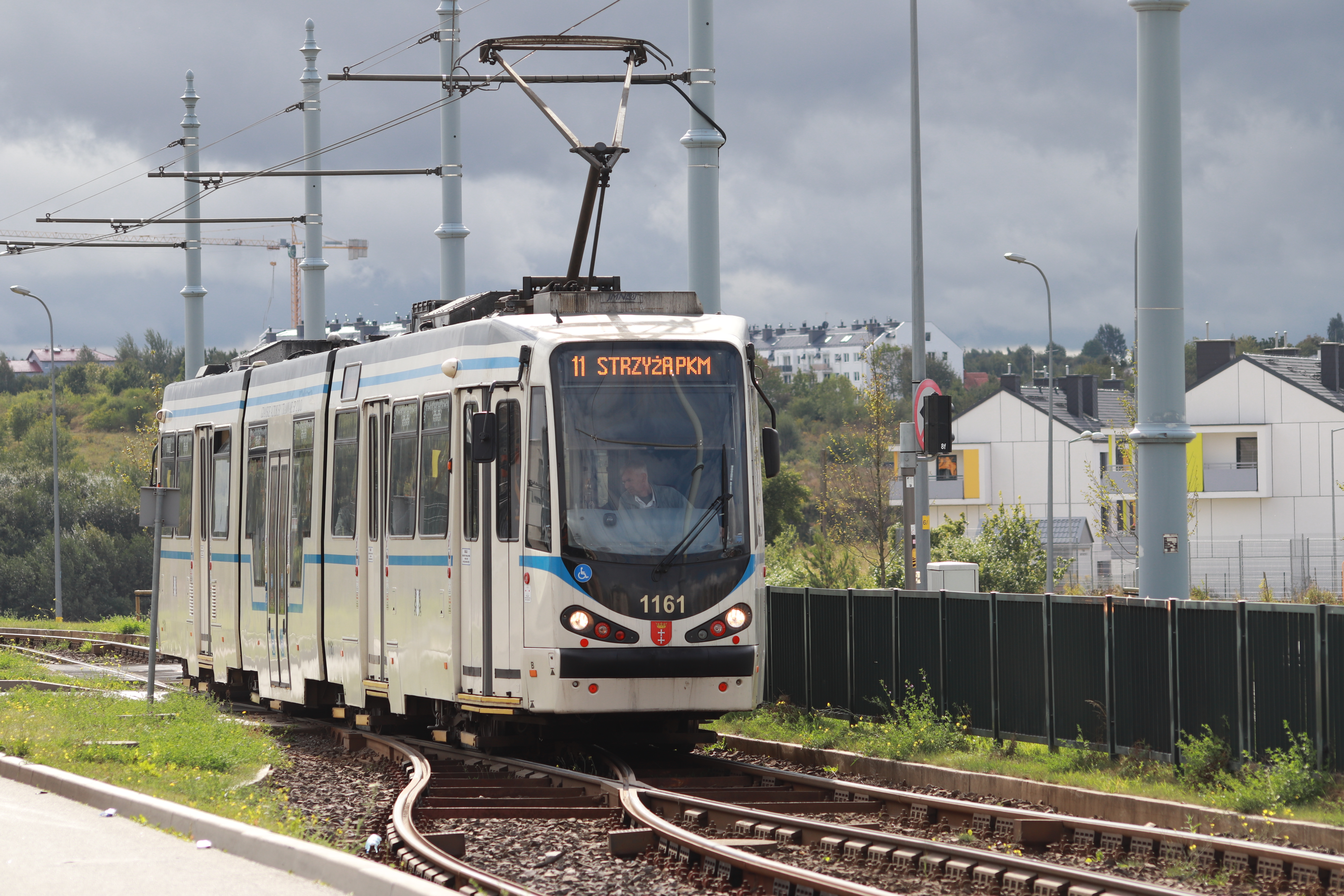
グダニスク市電へ譲渡後の更新車両（特別塗装）（2019年撮影）